# Joan Ripollès Iranzo
Joan Ripollès Iranzo (Sabadell, 19 de junio de 1971) es un novelista, guionista y poeta español.
También ha practicado el ensayo y el periodismo en prensa escrita, radio y televisión, tareas que continúa combinando con la docencia. 

## Biografía
Ha sido coguionista de la película Soy un Pelele (2008), ópera prima de Hernán Migoya protagonizada por Roberto San Martín, Rosa Boladeras, Liberto Rabal, Carles Flaviá, Héctor Claramunt, Paco Calatrava, Eduardo González, Chiqui Martí y Jordi Ordóñez. 
Junto al director de cine David Mauas ha escrito las películas Quién mató a Walter Benjamin… y Goya, el secreto de la sombra.
Ha participado en Ven y Mira, un libro colectivo sobre cine fantástico y terror extremo editado por la XXIII Semana de Cine Fantástico y de Terror de San Sebastián, con textos  de Daniel Ausente, Jorge de Cascante, Jordi Costa, Rubén Lardín, Jesús Palacios, Nelson de la Rosa, Frank G.Rubio.  Ripollès escribe sobre las películas  Viva la muerte,Thriller: A Cruel Picture, Cada ver es y Nekromantik, además del artículo Lo imaginable y lo inconcedible (Un cine que se atreve a mirar lo que nadie mira).
En 2011 publica Quemar el cielo, una novela corta de encierro publicada por Ediciones Leteo.
En el plano de la agitación cultural ha participado en iniciativas como el Grupo Recreativo Cottolengo (1995-1996), el fanzine Ojalatemueras (1999-2000), Els Divendres Apocalíptics del Mirador (2012) o la publicación digital El Butano Popular (2010-2015).
Escribe en el Centro Virtual Cervantes sobre arte, música, literatura, cine y televisión.

## Obra literaria
- Ramón Masats.Ibéria Inédita (2000)
- Cicle de Cinema en Català (2001)
- El Día del Niño (2003)
- Poesía para bacterias (2008)
- La medida de los tiempos (2010)
- Perversiones (2010)
- Dictionnaire Mondial du Cinéma Larousse (2010)
- Ven y mira (2011)
- Quemar el Cielo (2011)
- Los poetas de la Sangre (2012)
- Live is life (2013)
- Tras la huella de Sade (2015)

### Guion cine
- Historias de un librero (2001)
- Una bella inquietud (2001)
- Lisístrata (2002)
- Quién mató a Walter Benjamin…(2005)
- Soy un pelele (2008)
- Goya, el secreto de la sombra (2011)

### Guion televisión
- Happy House (2000)
- Estar al Dia (2005)
- Què Non? (2008)
- Visió Impossible (2009)

## Radio
Después de colaborar en varias radiodifusoras catalanas, durante 2012 y 2014 dirigió y presentó el programa radiofónico La Cançó de la Fi del Món.